# Puchar Sześciu Narodów U-20 2025
Puchar Sześciu Narodów U-20 2025 – osiemnasta edycja Pucharu Sześciu Narodów U-20, międzynarodowych rozgrywek w rugby union dla reprezentacji narodowych do lat dwudziestu. Zawody odbyły się w dniach 30 stycznia – 14 marca 2025 roku, a zwyciężyła w nich reprezentacja Francji.
Harmonogram rozgrywek opublikowano w sierpniu 2024 roku. Sędziowie turnieju.
Po czterech rundach z kompletem zwycięstw prowadzili obrońcy tytułu i aktualni mistrzowie świata, Anglicy, choć szanse na końcowy triumf miała także Francja. W ostatniej kolejce Anglia niepodziewanie uległa Walii, zaś Francuzi utrzymali prowadzenie do końca meczu ze Szkotami, co oznaczało ich pierwszy tytuł od 2018 roku.

## Mecze

### Tydzień 1
| 30 stycznia 202520:45 | Irlandia U-20        | 3:19(20:17) | Anglia U-20                            | Virgin Media Park, Cork Sędzia: Jérémy Rozier |
| 30 stycznia 202520:45 | Sam Wisniewski 3 (K) | 3:19(20:17) | Ben Coen 12 (4K) karne przyłożenie – 7 | Virgin Media Park, Cork Sędzia: Jérémy Rozier |
| 30 stycznia 202520:45 | Oisin Minogue        | 3:19(20:17) | Tom Burrow Junior Kpoku                | Virgin Media Park, Cork Sędzia: Jérémy Rozier |

| 31 stycznia 202520:15 | Szkocja U-20                         | 10:22(6:22) | Włochy U-20                                                                              | Hive Stadium, Edynburg Sędzia: Sara Cox |
| 31 stycznia 202520:15 | Ollie Duncan 5 (P) Billy Allen 5 (P) | 10:22(6:22) | Roberto Fasti 7 (2pd K) Edoardo Todaro 5 (P) Niccolo Beni 5 (P) Federico Zanandrea 5 (P) | Hive Stadium, Edynburg Sędzia: Sara Cox |

| 1 lutego 202521:10 | Francja U-20 | 63:19(14:17) | Walia U-20                                                                    | Stade de la Rabine, Vannes Sędzia: Tomás Bertazza |
| 1 lutego 202521:10 | Xan Mousques 10 (2P) Fabien Brau Boirie 5 (P) Diego Jurd 18 (9pd) Edouard-Junior Jabea Njocke 5 (P) Nathan Llaveria 5 (P) Robin Taccola 5 (P) Lyam Akrab 10 (2P) Ugo Pacome 5 (P) | 63:19(14:17) | Harri Ford 2 (pd) Harri Wilde 2 (pd) Harry Thomas 10 (2P) Aidan Boshoff 5 (P) | Stade de la Rabine, Vannes Sędzia: Tomás Bertazza |
| 1 lutego 202521:10 | Antoine Deliance | 63:19(14:17) | Harry Beddall                                                                 | Stade de la Rabine, Vannes Sędzia: Tomás Bertazza |

### Tydzień 2
| 7 lutego 202520:15 | Włochy U-20                                                        | 18:20(15:7) | Walia U-20                                               | Stadio comunale di Monigo, Treviso Sędzia: Morgan White |
| 7 lutego 202520:15 | Roberto Fasti 8 (pd 2K) Nelson Casartelli 5 (P) Jules Ducros 5 (P) | 18:20(15:7) | Harri Ford 5 (pd K) Harry Thomas 10 (2P) Tom Bowen 5 (P) | Stadio comunale di Monigo, Treviso Sędzia: Morgan White |

| 7 lutego 202521:00 | Anglia U-20                                                                  | 27:10(15:17) | Francja U-20                             | The Recreation Ground, Bath Sędzia: Ben Breakspear |
| 7 lutego 202521:00 | Kane James 5 (P) Ben Coen 10 (2pd 2K) Dom Hanson 5 (P) karne przyłożenie – 7 | 27:10(15:17) | Diego Jurd 5 (pd K) Baptiste Britz 5 (P) | The Recreation Ground, Bath Sędzia: Ben Breakspear |
| 7 lutego 202521:00 | Sialevailea Tolofua · Edouard-Junior Jabea Njocke · Baptiste Britz           | 27:10(15:17) |                                          | The Recreation Ground, Bath Sędzia: Ben Breakspear |

| 8 lutego 202520:45 | Szkocja U-20                                                 | 15:33(0:26) | Irlandia U-20                                                                        | Hive Stadium, Edynburg Sędzia: Tomás Bertazza |
| 8 lutego 202520:45 | Fergus Watson 5 (P) Hector Patterson 5 (P) Joe Roberts 5 (P) | 15:33(0:26) | Oisin Minogue 5 (P) Daniel Green 8 (4pd) Charlie Molony 15 (3P) Billy Corrigan 5 (P) | Hive Stadium, Edynburg Sędzia: Tomás Bertazza |

### Tydzień 3
| 21 lutego 202520:15 | Anglia U-20 | 57:13(17:3) | Szkocja U-20                                            | Kingston Park, Newcastle upon Tyne Sędzia: Filippo Russo |
| 21 lutego 202520:15 | Josh Bellamy 4 (2pd) Kane James 5 (P) Ben Coen 8 (4pd) Tom Burrow 5 (P) Angus Hall 5 (P) Jack Bracken 5 (P) George Pearson 5 (P) Kepu Tuipulotu 10 (2P) Tye Raymont 5 (P) Campbell Ridl 5 (P) | 57:13(17:3) | Fergus Watson 5 (P) Ollie Duncan 5 (P) Jack Brown 3 (K) | Kingston Park, Newcastle upon Tyne Sędzia: Filippo Russo |
| 21 lutego 202520:15 | Matthew Urwin | 57:13(17:3) |                                                         | Kingston Park, Newcastle upon Tyne Sędzia: Filippo Russo |

| 21 lutego 202520:45 | Walia U-20                                                                        | 20:12(0:18) | Irlandia U-20                                             | Rodney Parade, Newport Sędzia: Morgan White |
| 21 lutego 202520:45 | Harri Ford 3 (K) Harri Wilde 5 (pd K) Steffan Emanuel 5 (P) karne przyłożenie – 7 | 20:12(0:18) | Henry Walker 5 (P) Daniel Green 2 (pd) Eoghan Smyth 5 (P) | Rodney Parade, Newport Sędzia: Morgan White |
| 21 lutego 202520:45 | Billy Corrigan                                                                    | 20:12(0:18) |                                                           | Rodney Parade, Newport Sędzia: Morgan White |

| 22 lutego 202520:45 | Włochy U-20             | 5:58(8:13) | Francja U-20 | Stadio comunale di Monigo, Treviso Sędzia: Peter Martin |
| 22 lutego 202520:45 | Nelson Casartelli 5 (P) | 5:58(8:13) | Sialevailea Tolofua 5 (P) Jean Cotarmanac'h 4 (2pd) Lyam Akrab 10 (2P) Simeli Daunivucu 5 (P) Lucas Vigneres 5 (P) Elyjah Ibsaiene 10 (2P) Luka Keletaona 9 (3pd K) Melvyn Rates 5 (P) Noa Traversier 5 (P) | Stadio comunale di Monigo, Treviso Sędzia: Peter Martin |

### Tydzień 4
| 7 marca 202520:15 | Szkocja U-20                                                                                           | 27:12(5:28) | Walia U-20                                               | Hive Stadium, Edynburg Sędzia: Katsuki Furuse |
| 7 marca 202520:15 | Isaac Coates 3 (K) Jack Brown 5 (P) Matthew Urwin 4 (2pd) Freddy Douglas 10 (2P) Nairn Moncrieff 5 (P) | 27:12(5:28) | Harri Wilde 2 (pd) Harry Thomas 5 (P) Ioan Emanuel 5 (P) | Hive Stadium, Edynburg Sędzia: Katsuki Furuse |
| 7 marca 202520:15 | Tom Cottle · Logan Franklin                                                                            | 27:12(5:28) |                                                          | Hive Stadium, Edynburg Sędzia: Katsuki Furuse |

| 7 marca 202520:45 | Anglia U-20 | 33:24(7:14) | Włochy U-20 | The Recreation Ground, Bath Sędzia: Lex Weiner |
| 7 marca 202520:45 | Josh Bellamy 8 (4pd) Tom Burrow 5 (P) Angus Hall 5 (P) Jack Bracken 5 (P) Louie Gulley 5 (P) George Timmins 5 (P) | 33:24(7:14) | Roberto Fasti 2 (pd) Edoardo Todaro 2 (pd) Nelson Casartelli 5 (P) Alessandro Drago 5 (P) Malik Faissal 10 (2P) | The Recreation Ground, Bath Sędzia: Lex Weiner |
| 7 marca 202520:45 | Jack Bracken | 33:24(7:14) | | The Recreation Ground, Bath Sędzia: Lex Weiner |

| 7 marca 202521:00 | Irlandia U-20                                      | 12:22(13:15) | Francja U-20                                                                   | Virgin Media Park, Cork Sędzia: Griffin Colby |
| 7 marca 202521:00 | Ciaran Mangan 5 (P) karne przyłożenie – 7          | 12:22(13:15) | Lyam Akrab 10 (2P) Luka Keletaona 2 (pd) Jon Echegaray 5 (P) Tom Leveque 5 (P) | Virgin Media Park, Cork Sędzia: Griffin Colby |
| 7 marca 202521:00 | Noa Traversier · Jon Echegaray · Bartholome Sanson | 12:22(13:15) |                                                                                | Virgin Media Park, Cork Sędzia: Griffin Colby |

### Tydzień 5
| 14 marca 202520:30 | Walia U-20                                                            | 23:13(7:0) | Anglia U-20                              | Cardiff Arms Park, Cardiff Sędzia: Griffin Colby |
| 14 marca 202520:30 | Harri Wilde 13 (2pd 3K) Harry Rees-Weldon 5 (P) Steffan Emanuel 5 (P) | 23:13(7:0) | Ben Coen 8 (pd 2K) Ralph McEachran 5 (P) | Cardiff Arms Park, Cardiff Sędzia: Griffin Colby |
| 14 marca 202520:30 | Dan Gemine                                                            | 23:13(7:0) | Jack Bracken · Aiden Ainsworth-Cave      | Cardiff Arms Park, Cardiff Sędzia: Griffin Colby |

| 14 marca 202520:45 | Włochy U-20                                                            | 15:12(0:15) | Irlandia U-20                                           | Stadio comunale di Monigo, Treviso Sędzia: Katsuki Furuse |
| 14 marca 202520:45 | Alessandro Drago 5 (P) Pietro Celi 5 (pd K) Alessio Caiolo-Serra 5 (P) | 15:12(0:15) | Henry Walker 5 (P) Sam Wisniewski 2 (pd) Tom Wood 5 (P) | Stadio comunale di Monigo, Treviso Sędzia: Katsuki Furuse |
| 14 marca 202520:45 | Antony Miranda · Nicolo Michele Corvasce                               | 15:12(0:15) |                                                         | Stadio comunale di Monigo, Treviso Sędzia: Katsuki Furuse |

| 14 marca 202521:15 | Francja U-20 | 45:40(21:12) | Szkocja U-20 | Stade Jean-Bouin, Paryż Sędzia: Lex Weiner |
| 14 marca 202521:15 | Jean Cotarmanac'h 15 (P 5pd) Lyam Akrab 5 (P) Simeli Daunivucu 5 (P) Jon Echegaray 10 (2P) Oliver Cowie 5 (P) Baptiste Tilloles 5 (P) | 45:40(21:12) | Fergus Watson 5 (P) Jack Brown 7 (P pd) Matthew Urwin 10 (2pd 2K) Freddy Douglas 5 (P) Cameron van Wyk 5 (P) Ollie Blyth-Lafferty 5 (P) | Stade Jean-Bouin, Paryż Sędzia: Lex Weiner |
| 14 marca 202521:15 | Antoine Chalus-Cercy | 45:40(21:12) | | Stade Jean-Bouin, Paryż Sędzia: Lex Weiner |